# Ames (Oklahoma)
Ames es un pueblo ubicado en el condado de Major en el estado estadounidense de Oklahoma. En el año 2010 tenía una población de 239 habitantes y una densidad poblacional de 41,08 personas por km².

## Geografía
Ames se encuentra ubicado en las coordenadas 36°14′48″N 98°11′12″O / 36.24667, -98.18667 (36.246619, -98.186740).

## Demografía
Según la Oficina del Censo en 2000 los ingresos medios por hogar en la localidad eran de $26,563 y los ingresos medios por familia eran $33,438. Los hombres tenían unos ingresos medios de $26,563 frente a los $18,750 para las mujeres. La renta per cápita para la localidad era de $12,566. Alrededor del 22.9% de la población estaban por debajo del umbral de pobreza.